# Jordy Wehrmann
Jordy Wehrmann (Den Haag, 25 maart 1999) is een Nederlands voetballer van Indonesische afkomst die doorgaans als middenvelder speelt.

## Carrière

### Voetballer
Wehrmann speelde in de jeugd van VV SVH en Feyenoord, waar hij in 2018 een contract tot medio 2021 tekende. In het seizoen 2018/19 zat hij enkele wedstrijden bij het eerste elftal van Feyenoord op de bank, maar kwam niet in actie. In het seizoen 2019/20 wordt hij verhuurd aan FC Dordrecht, waar hij op 13 september 2019 zijn debuut in het betaald voetbal maakte. Dit was in de met 1-1 gelijkgespeelde uitwedstrijd tegen FC Volendam, waarin hij als basisspeler begon en in de 76e minuut werd vervangen door Stef Gronsveld.
In de voorbereiding op het seizoen 2020/21 stond Wehrmann in de basis in het duel tussen Feyenoord en Sparta Rotterdam. In de rust werd hij, net als acht andere spelers gewisseld. Op 25 oktober 2020 maakte Wehrmann zijn officiële debuut voor Feyenoord. Hij viel in de 81e minuut in tijdens de uitwedstrijd tegen RKC Waalwijk (2-2). In februari 2021 werd hij verhuurd aan FC Luzern waarmee hij de Zwitserse voetbalbeker won. Medio 2021 keerde hij terug bij Feyenoord, waarna hij na een korte tijd de transfer maakte naar FC Luzern. In het seizoen 2022/23 werd hij verhuurd aan ADO Den Haag. Bij terugkeer werd zijn contract in juni 2023, een jaar voordat het af zou lopen, ontbonden. Eind oktober 2023 vond hij in het Kroatische HNK Vukovar 1991, uitkomend in de 1. Hrvatska Nogometna Liga, een nieuwe club. Dit dienstverband bleef echter beperkt tot een jaar, waarna Wehrmann het avontuur aan ging in Indonesië bij Madura United.

### Statistieken
| Seizoen | Club           | Competitie     | Competitie | Competitie | Beker | Beker | Internationaal | Internationaal | Overig | Overig | Totaal | Totaal |
| Seizoen | Club           | Competitie     | Wed.       | Dlp.       | Wed.  | Dlp.  | Wed.           | Dlp.           | Wed.   | Dlp.   | Wed.   | Dlp.   |
| ------- | -------------- | -------------- | ---------- | ---------- | ----- | ----- | -------------- | -------------- | ------ | ------ | ------ | ------ |
| 2018/19 | Feyenoord      | Eredivisie     | 0          | 0          | 0     | 0     | 0              | 0              | 0      | 0      | 0      | 0      |
| 2019/20 | → FC Dordrecht | Eerste divisie | 22         | 1          | 2     | 0     | –              | –              | –      | –      | 24     | 1      |
| 2020/21 | Feyenoord      | Eredivisie     | 7          | 0          | 1     | 0     | 1              | 0              | 0      | 0      | 9      | 0      |
| 2020/21 | → FC Luzern    | Super League   | 19         | 0          | 4     | 1     | 0              | 0              | 0      | 0      | 23     | 1      |
| 2021/22 | FC Luzern      | Super League   | 17         | 1          | 3     | 0     | 2              | 0              | 0      | 0      | 22     | 1      |
| 2022/23 | → ADO Den Haag | Eerste divisie | 7          | 1          | 0     | 0     | 0              | 0              | 0      | 0      | 7      | 1      |
| Totaal  | Totaal         | Totaal         | 72         | 3          | 10    | 1     | 3              | 0              | 0      | 0      | 85     | 4      |

## Erelijst
| Competitie             | Winnaar (1ste) | Winnaar (1ste) | Finalist (2de) | Finalist (2de) | Derde  | Derde |
| Competitie             | Aantal         | Jaren          | Aantal         | Jaren          | Aantal | Jaren |
| ---------------------- | -------------- | -------------- | -------------- | -------------- | ------ | ----- |
| FC Luzern              |                |                |                |                |        |       |
| Zwitserse voetbalbeker | 1×             | 2021           |                |                |        |       |